# لوگووالو
لوگووالو (به لاتین: Luguvalu) یک منطقهٔ مسکونی در روسیه است که در شهرستان لاکسکی واقع شده‌است.